# Blod & ild
Blod & ild (în românește Sânge și foc) este cel de-al treilea album de studio al formației Helheim.
În 2008 a fost relansat de casa de discuri Dark Essence Records împreună cu EP-ul Terrorveldet ca bonus. Pentru melodia "Jernskogen" s-a filmat primul videoclip al formației; albumul include acest videoclip ca bonus.

## Lista pieselor
1. "Blod & ild" (Sânge și foc) - 04:55
2. "Evig" (Etern) - 04:06
3. "Helheim 2" - 02:13
4. "Jernskogen" (Pădurea de fier) - 03:44
5. "Åsgårdsreien[4]" - 04:18
6. "Kjenn din fiende" (Cunoaște-ți dușmanul) - 06:14
7. "Odins møy" (Fecioara lui Odin) - 04:29
8. "Terrorveldet" (Tărâmul terorii) - 06:58
9. "Yme" (Ymir) - 02:44

## Personal
- V'gandr - vocal, chitară bas
- H'grimnir - vocal, chitară ritmică
- Hrymr - baterie
- Thorbjørn - chitară
- Lindheim - sintetizator